# Valff
Valff é uma comuna francesa na região administrativa de Grande Leste, no departamento Baixo Reno. Estende-se por uma área de 10,92 km². Em 2010 a comuna tinha 1 396 habitantes (densidade: 127,8 hab./km²).